# 2016年リオデジャネイロオリンピックのトルコ選手団
2016年リオデジャネイロオリンピックのトルコ選手団（2016ねんリオデジャネイロオリンピックのトルコせんしゅだん）は、2016年8月5日から8月21日にかけてブラジルのリオデジャネイロで開催された2016年リオデジャネイロオリンピックのトルコ選手団、およびその競技結果。

## 概要
今大会は金メダル1個、銀メダル3個、銅メダル4個の合計8個のメダルを獲得した。
陸上男子400mハードルではヤスマニ・コペロが銅メダルを獲得した。トルコ選手の陸上競技トラック種目でのメダル獲得は初めて。

## メダル

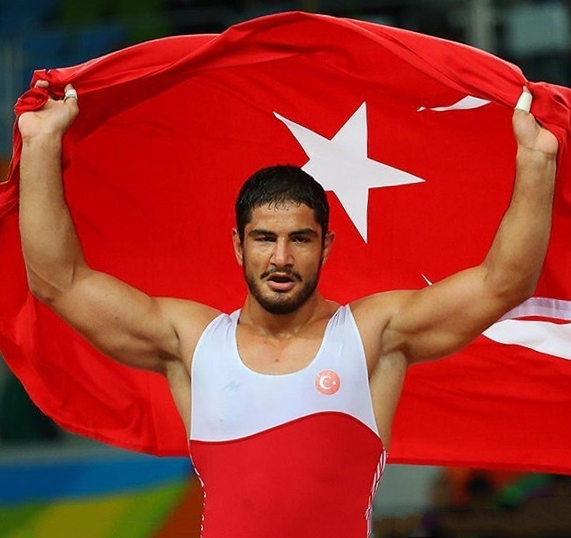
金メダルを獲得したタハ・アクギュル

| メダル | 選手名                 | 競技                 | 種目                      |
| ------ | ---------------------- | -------------------- | ------------------------- |
| 金     | タハ・アクギュル       | レスリング           | 男子フリースタイル125kg級 |
| 銀     | セリム・ヤシャール     | レスリング           | 男子フリースタイル86kg級  |
| 銀     | リザ・カヤールプ       | レスリング           | 男子グレコローマン130kg級 |
| 銀     | ダニヤル・イスマイロフ | ウエイトリフティング | 男子69kg級                |
| 銅     | ヤスマニ・コペロ       | 陸上                 | 男子400mハードル          |
| 銅     | ソネル・デミルタシュ   | レスリング           | 男子フリースタイル74kg級  |
| 銅     | ジェンク・イールデム   | レスリング           | 男子グレコローマン98kg級  |
| 銅     | ヌル・タタル           | テコンドー           | 女子67kg級                |